# تذرية ليزرية

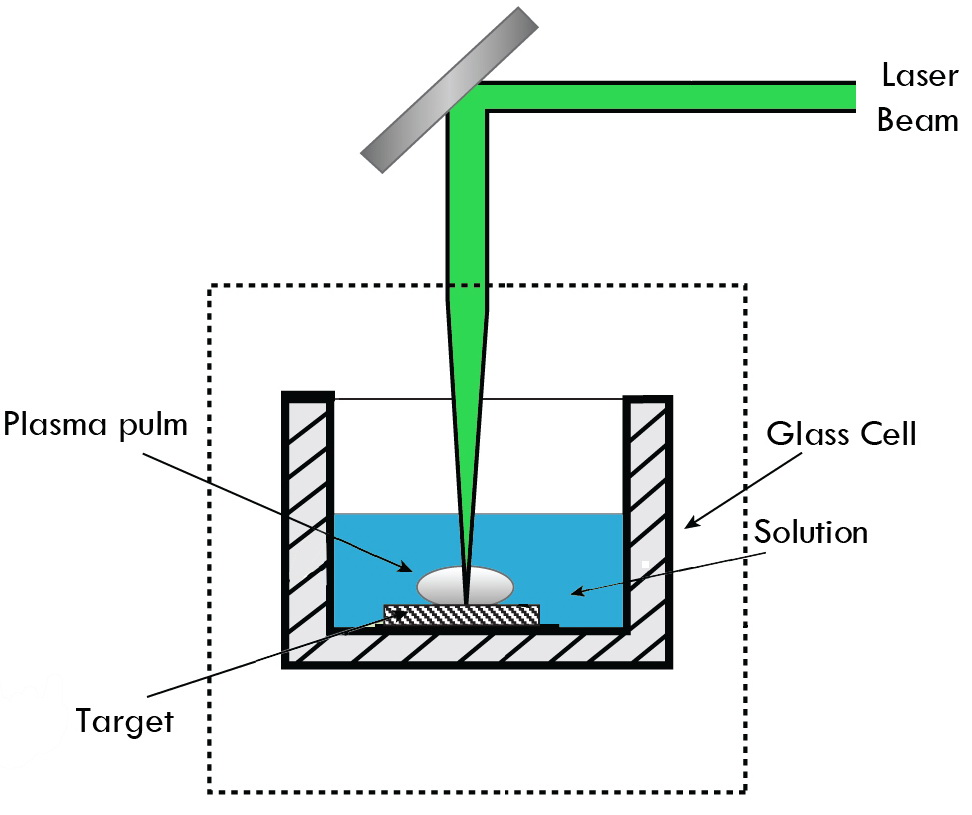

التذرية الليزرية (بالإنجليزية: Laser ablation)‏ هي عملية إزالة مواد من الصلبة (أو من السائل أحيانا) من السطح عن طريق تشعيعه بأشعة ليزر.
في حالة دفق ليزر منخفض، يتم تسخين المادة من طاقة الليزر وتتبخر أو تتسامى. في حالة دفق الليزر العالي، عادة ما يتم تحويل هذه المواد إلى البلازما.
عادة، التذرية الليزر يشير إلى إزالة المواد بواسطة اشعة ليزر نبضية، ولكن من الممكن تذرية المواد مع شعاع ليزر ألموجة المستمرة إذا كانت كثافة الليزر عالية بما فيه الكفاية.

## اقرأ أيضًا

### الطب
- ليزك
- جراحة الليزر
- جراحة الليزر للأنسجة اللينية
- الليزر في علاج السرطان

### العلوم والمعرفة
- ليزر
- ليزر أزرق
- القطع بالليزر
- نقش بالليزر
- الليزر المحمول
- انفجار كولوم